# قياس كيميائي
القياس الكيميائي (ملاحظة 1) هو علم استحصال واستخراج المعلومات من الأنظمة الكيميائية باستخدام وسائل إحصائية من أجل تحليل البيانات مثل إحصاء متعدد المتغيرات والرياضيات التطبيقية والحوسبة. يهدف القياس الكيميائي إلى حل المشاكل التي تصادف في العلوم الحيوية والتطبيقية.
كان زفانت وولد Svante Wold أوّل من صاغ تعبير القياس الكيميائي Chemometrics سنة 1971.، ومنذ ذلك الحين أسست جمعية القياس الكيميائي، كما زاد عدد المنشورات العلمية والكتب المتخصصة في هذا المجال.

## هوامش
- ملاحظة 1 المرادفات: قياسات كيميائية Chemometrics